# Église Saint-Pierre de Chivres-en-Laonnois
L'église Saint-Pierre de Chivres-en-Laonnois est une église située à Chivres-en-Laonnois, en France.

## Localisation
L'église est située sur la commune de Chivres-en-Laonnois, dans le département de l'Aisne.